# Avenida Boyacá (Bogotá)
La Avenida Boyacá, también conocida como Avenida Carrera 72, es una de las principales arterias viales de Bogotá, extendiéndose a lo largo de aproximadamente 40 kilómetros en sentido norte-sur por el occidente de la ciudad. Esta vía atraviesa seis localidades: Suba, Engativá, Fontibón, Kennedy, Tunjuelito, Ciudad Bolívar y Usme.
La Avenida Boyacá es considerada uno de los ejes viales más importantes del occidente bogotano, junto con la Avenida 68 y la Avenida Ciudad de Cali.
Además de su función como vía principal para el tráfico mixto, la Avenida Boyacá desempeña un papel crucial en la movilidad urbana de Bogotá, facilitando la conexión entre el norte y el sur de la ciudad y mejorando los tiempos de desplazamiento para miles de ciudadanos.

## Nomenclatura y nombre
Su nombre rinde homenaje al departamento de Boyacá, ubicado en la región nororiental de Colombia. Este departamento fue escenario de la histórica Batalla de Boyacá, librada el 7 de agosto de 1819, la cual fue decisiva para la independencia definitiva del país del dominio español. Este evento marcó un punto de inflexión en la lucha por la libertad y consolidó el camino hacia la formación de la República de Colombia.

## Trazado
La Avenida Boyacá inicia su recorrido en el sur de Bogotá, a la entrada de la localidad de Usme, específicamente en el Túnel Argelino Durán Quintero. En este punto finaliza la vía proveniente de Bogotá-Villavicencio, que se convierte en la conocida Autopista al Llano. Desde allí, la avenida se dirige hacia el norte, pasando cerca del relleno sanitario Doña Juana y adentrándose en la localidad de Ciudad Bolívar.
Más adelante, en la localidad de Tunjuelito, la vía bordea el Parque El Tunal y el Portal del Tunal del sistema TransMilenio. Al cruzar la Autopista Sur, en el sector de La Sevillana, entra en la localidad de Kennedy, donde se ubica en las cercanías de importantes puntos de referencia como el Parque Mundo Aventura, el Centro Comercial Plaza de las Américas y el Estadio Metropolitano de Techo. En esta zona también pasa frente a la fábrica de Bavaria, para luego cruzar el río Fucha y llegar a la localidad de Fontibón, a la altura del cruce con la Calle 17.
Continuando hacia el norte, la avenida intersecta con la Avenida La Esperanza (Avenida Calle 24) y la Avenida El Dorado (Avenida Calle 26), en uno de los accesos principales a la Terminal de Transportes de Bogotá, sede Salitre. Luego, se adentra en la localidad de Engativá, donde cruza vías importantes como la Avenida José Celestino Mutis (Avenida Calle 63) y la Avenida Chile (Avenida Calle 72), y posteriormente la Avenida Medellin (Avenida Calle 80), en las inmediaciones de la Universidad Minuto de Dios y el Centro Comercial Titán Plaza.
A partir de allí, ingresa a la localidad de Suba, atravesando sectores residenciales y recreativos como el Club Los Lagartos, para luego cruzar la Avenida Pepe Sierra (Avenida Calle 116). En este tramo, la vía bordea los Cerros de Suba, atraviesa la Avenida Rodrigo Lara Bonilla (Avenida Calle 127) y llega a un punto clave de conexión con el sistema TransMilenio: la estación elevada Suba – Avenida Boyacá, donde anteriormente culminaba el trazado principal de la avenida, en el cruce con la Avenida Suba y la Calle 129.
A partir de este punto, y como parte de una ampliación desarrollada a comienzos de la década de 2000, la Avenida Boyacá continúa hacia el norte, cruzando por el sector de Colina Campestre, pasando por la Avenida San Juan Bosco (Avenida Calle 170), cerca de la Biblioteca Pública Julio Mario Santo Domingo, hasta llegar a su punto final en la Avenida San Antonio (Avenida Calle 183). Esta última ampliación fue entregada oficialmente en el año 2024, completando el corredor vial.

## Ciclovía
La Avenida Boyacá es uno de los corredores más extensos y emblemáticos del programa de Ciclovía dominical y festiva de Bogotá, una iniciativa liderada por el Instituto Distrital de Recreación y Deporte (IDRD).Este programa transforma temporalmente importantes vías de la ciudad en espacios recreativos libres de vehículos motorizados, promoviendo la actividad física y la integración comunitaria.

### Tramos habilitados
La Ciclovía en la Avenida Boyacá se divide en dos segmentos principales:
- Norte (N1): Se extiende desde la Avenida Pepe Sierra (Avenida Calle 116) hasta la Avenida San Juan Bosco (Avenida Calle 170), cubriendo aproximadamente 10,22 km.
- Sur (C1): Abarca desde la Calle 1ª Sur hasta la Calle 52 Sur, con una longitud cercana a los 10,74 km.

### Horarios y actividades
La Ciclovía opera todos los domingos y festivos, en un horario de 7:00 a.m. a 2:00 p.m. Durante este tiempo, los ciudadanos pueden disfrutar de actividades como:
- Ciclismo, patinaje y caminatas.
- Clases de aeróbicos y yoga.
- Puntos de atención en salud y bienestar.

Además, se instalan puntos de información y servicios a lo largo del recorrido, como en la intersección de la Avenida Boyacá con la Calle 52 Sur, donde se ofrecen orientaciones sobre salud y actividades recreativas. 

### Impacto y participación
La Ciclovía de Bogotá es reconocida internacionalmente como un modelo de urbanismo participativo y sostenible. Cada jornada atrae a aproximadamente 1,5 millones de personas, quienes aprovechan estos espacios para mejorar su salud física y mental, reducir el uso del automóvil y fortalecer el tejido social de la ciudad.

## Clasificación vial
De acuerdo con el Plan de Ordenamiento Territorial (POT) y la homologación con el Código Nacional de Tránsito Terrestre, la Avenida Boyacá se clasifica en diferentes categorías a lo largo de su trazado:
- Vía Arterial Principal (V-1): En tramos donde la avenida sirve como corredor principal de movilidad, facilitando desplazamientos de larga distancia y conectando importantes sectores de la ciudad.

- Vía Arterial Secundaria (V-2): En segmentos donde la avenida cumple funciones de distribución del tráfico hacia vías de menor jerarquía o zonas residenciales.

- Vía Colectora (V-3): En áreas donde la avenida recoge y distribuye el tráfico local hacia las arterias principales.

### Características técnicas y diseño vial
La Avenida Boyacá presenta las siguientes características técnicas:
- Calzadas y carriles: La avenida cuenta con múltiples carriles por sentido, que pueden variar entre tres y cinco, dependiendo del tramo.

- Separadores centrales: En la mayoría de su recorrido, la avenida posee separadores centrales que mejoran la seguridad vial y facilitan la implementación de sistemas de transporte masivo.

- Intersecciones a desnivel: En puntos críticos de alto flujo vehicular, se han construido pasos a desnivel para mejorar la movilidad y reducir los tiempos de desplazamiento.

- Infraestructura peatonal y ciclorrutas: La avenida cuenta con andenes amplios y, en varios tramos, con ciclorrutas que promueven la movilidad sostenible.

## Vías y cruces principales
En Cursiva, los tramos donde se conectaría a futuro.

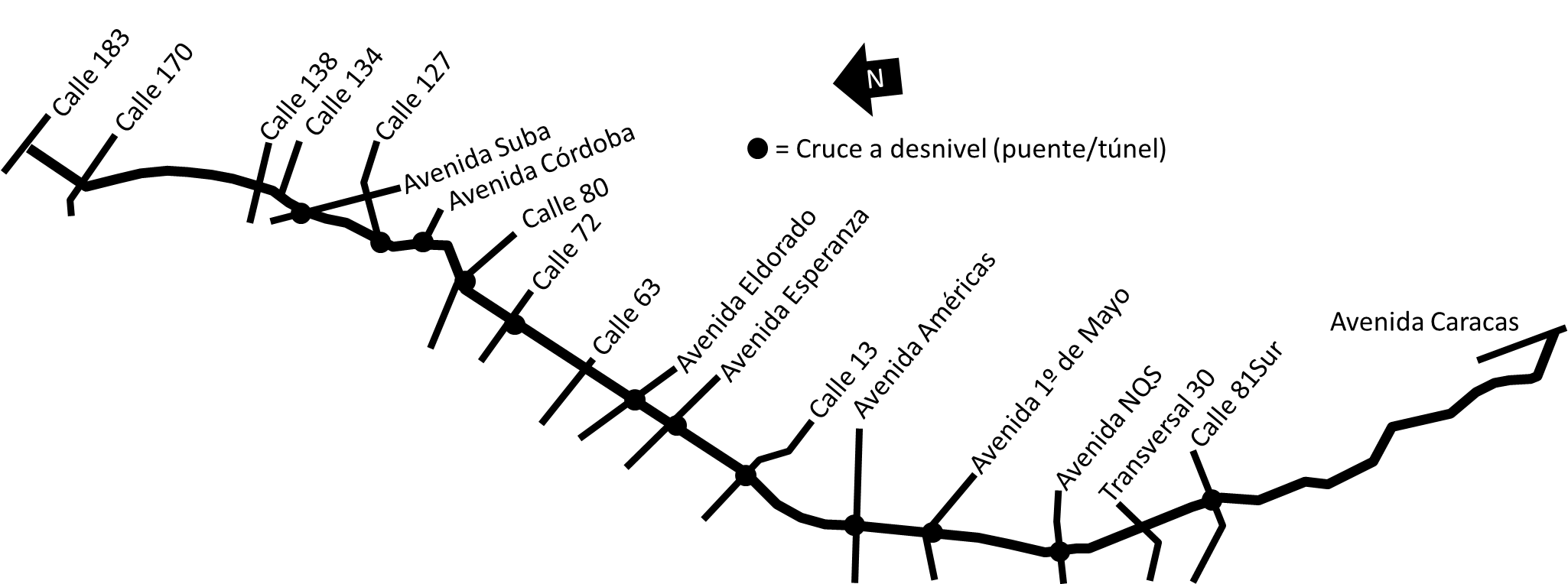
Vías más importantes que atraviesan la Avenida Boyacá.

### Suba
- Avenida El Polo (Avenida Calle 201): (en construcción, intersección a nivel con semáforo).
- Avenida Tibabita (Avenida Calle 189): (en construcción, intersección a nivel con semáforo).
- Avenida San Antonio (Avenida Calle 183): Intersección a nivel con semáforo.
- Calle 175: Intersección a nivel con semáforo.
- Avenida San Juan Bosco (Avenida Calle 170): Intersección a nivel con semáforo.
- Calle 169B: Intersección a nivel con semáforo.
- Calle 167: Intersección a nivel con semáforo.
- Avenida La Sirena (Avenida Calle 153): Intersección tipo trompeta a nivel con semáforo.
- Avenida Camino del Prado (Avenida Calle 138): Intersección a nivel con semáforo.
- Avenida Iberia (Avenida Calle 134): Intersección a nivel con semáforo.
- Avenida Suba (Transversal 60): Intercambiador tipo trébol a desnivel.
- Avenida Rodrigo Lara Bonilla (Avenida Calle 127): Intercambiador tipo trébol a desnivel.
- Avenida Pepe Sierra (Avenida Calle 116): Intersección tipo trompeta a desnivel.

### Engativá

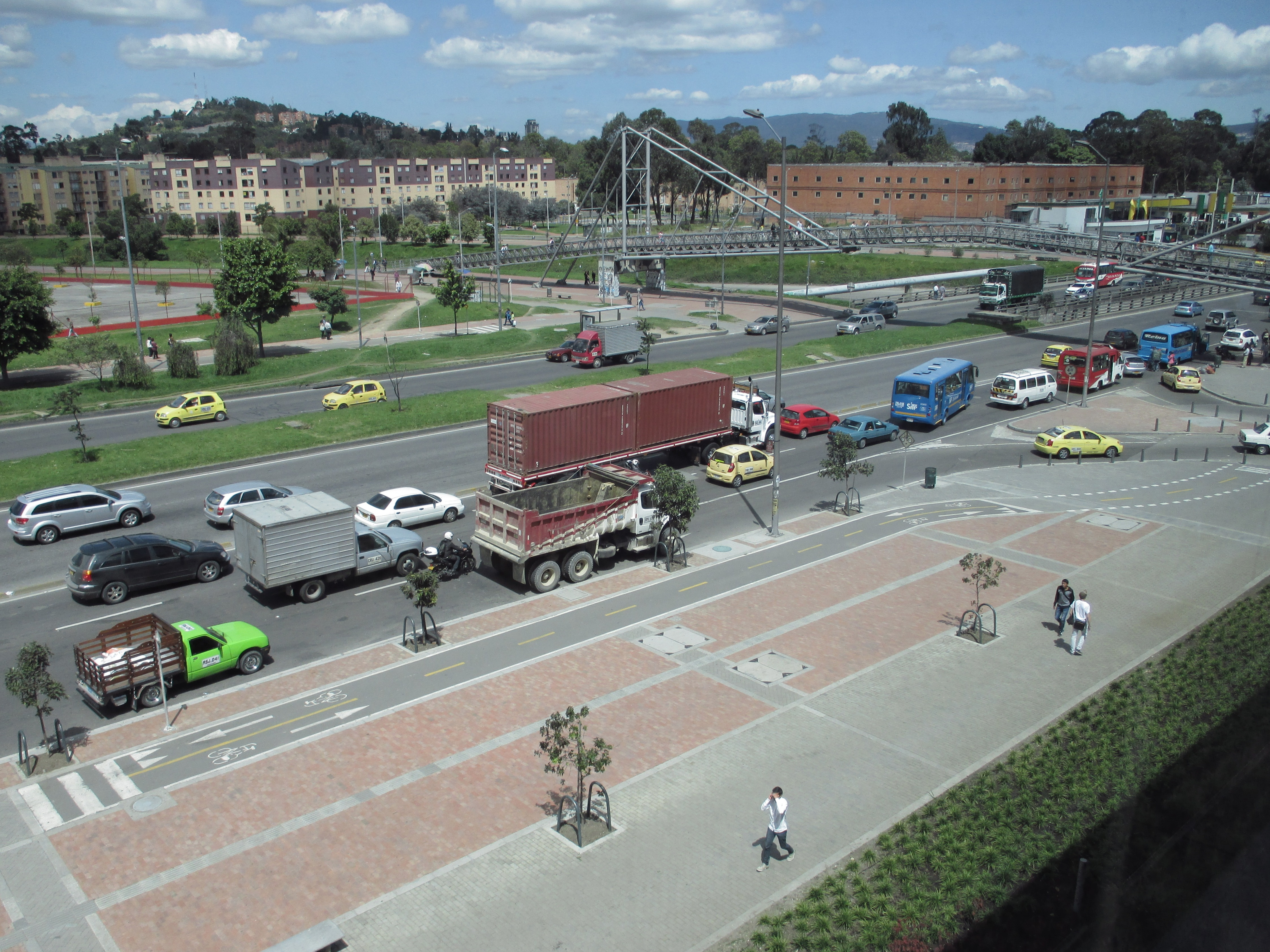
La Boyacá a la altura de la avenida Medellín.

- Avenida Medellín (Avenida Calle 80): Intersección tipo trébol a desnivel.
- Avenida Chile (Avenida Calle 72): Intersección sencilla a desnivel.
- Avenida del Salitre (Avenida Calle 66A): Intersección a nivel con semáforo (proyectada, intersección tipo sencilla a desnivel).
- Avenida José Celestino Mutis (Avenida Calle 63): Intersección sencilla a desnivel.
- Avenida Pablo VI (Avenida Calle 53): Intersección a nivel con semáforo.

### Fontibón
- Avenida El Dorado (Avenida Calle 26): Intersección tipo trébol a desnivel.
- Avenida La Esperanza (Avenida Calle 24): Intersección tipo trébol a desnivel.
- Avenida Ferrocarril de Occidente (Avenida Calle 22): (proyectada, intersección tipo trébol a desnivel)
- Avenida Centenario (Avenida Calle 17): Intersección tipo trébol a desnivel.

### Kennedy
- Avenida Alsacia (Avenida Calle 12): Intersección tipo trébol a desnivel.
- Avenida Castilla (Avenida Calle 8): Intersección a nivel con semáforo (proyectada, intersección tipo trompeta a desnivel).
- Avenida de las Américas (Avenida Calle 6): Intersección tipo trébol a desnivel.
- Avenida Ciudad Montes (Avenida Calle 3): Intersección a nivel con semáforo.
- Avenida Primero de Mayo (Avenida Calle 26 Sur): Intersección tipo trébol a desnivel.
- Carrera 72H - Carrera 69B: Intersección a nivel con semáforo.
- Calle 39B Sur - Carrera 68I: : Intersección a nivel con semáforo.
- Avenida Ferrocarril de Sur (Transversal 68J): (proyectada, intersección tipo trébol a desnivel)
- Calle 43A Sur: Intersección a nivel con semáforo.
- Calle 44 Sur: Intersección a nivel con semáforo.

### Tunjuelito
- Autopista Sur (Calle 45A Sur): Intersección tipo trébol a desnivel (conectantes faltantes).
- Diagonal 51 Sur: Intersección a nivel con semáforo.
- Diagonal 52 Sur: Intersección a nivel con semáforo.
- Avenida Jorge Gaitán Cortés: (Carrera 33 - Carrera 51): Intersección a nivel con semáforo (proyectada, intersección tipo trébol a desnivel).
- Carrera 25: Intersección a nivel con semáforo.
- Avenida Mariscal Sucre (Avenida Carrera 24): Intersección a nivel con semáforo (proyectada, intersección sencilla a desnivel).
- Avenida Villavicencio (Avenida Carrera 19C): Intersección tipo trébol a desnivel.

### Ciudad Bolívar
- Avenida Tunjuelito (Diagonal 60G Sur): (proyectada, intersección sencilla a desnivel).
- Avenida Camino de Pasquilla (Calle 71 Bis Sur): (proyectada, intersección sencilla a desnivel).
- Carrera 15: Intersección a nivel con semáforo.

### Usme
- Avenida Caracas (Avenida Carrera 14): Intersección a nivel con semáforo (proyectada, intersección tipo trébol a desnivel).
- Avenida Usminia (Calle 88B Sur): (proyectada, intersección tipo trébol a desnivel).
- Calle 91 Sur: Intersección a nivel con semáforo.
- Calle 109 Sur: Intersección a nivel con semáforo.
- Avenida Circunvalar del Sur (Antigua Via al Llano, Acceso Barrio Juan Rey): Intersección tipo trompeta a desnivel.

## Sitios importantes en la vía
De sur a norte, en la avenida Boyacá se encuentran el Relleno sanitario Doña Juana, en la localidad de Ciudad Bolívar, la Cementera Cemex, en la de Usme, y el Hospital de Meissen (también en Ciudad Bolívar).
En la localidad de Tunjuelito, la avenida Boyacá pasa por el Portal Tunal (estación terminal del sistema TransMilenio), por el parque El Tunal, por la planta de General Motors (Colmotores) y por la fábrica de La Sevillana (Acegrasas S.A).
En la localidad de Kennedy, se encuentran a su vez el centro comercial Plaza de las Américas, el parque Mundo Aventura, el Estadio Metropolitano de Techo, la Parroquias San Cayetano y San Pío X, la fábrica de la cervecería Bavaria y el centro comercial El Edén.
Por su parte, en Fontibón, pasa por el centro comercial Multiplaza La Felicidad y la Terminal de Transportes de Ciudad Salitre, y en Engativá por el Price Smart, la Parroquia San Jerónimo Normandía, el hipermercado Makro y el centro comercial Titán Plaza, ambos en la Calle 80.
Por último, en la localidad de Suba pasa por el club Los Lagartos, por el club de Oficiales de la Policía, el centro comercial Parque La Colina, la Parroquia Santa María del Camino, el supermercado Éxito en la Calle 147, el supermercado Carulla, la fábrica Arturo Calle y el supermercado Jumbo Cencosud en la Calle 170.

## Transporte

### Estaciones de TransMilenio Aledañas
- Suba - Avenida Boyacá C (Suba).
- Boyacá D (Engativá).
- Américas - Avenida Boyacá F (Kennedy).
- Sevillana G (Kennedy y Tunjuelito)
- Portal Tunal H (Tunjuelito y Ciudad Bolívar)

### Corredor Bogotá-Soacha
Por esta avenida pasa la ruta del corredor de Transporte con Soacha desde la Calle 80 hasta el sector de La Sevillana en la Autopista Sur al sur, para diversos barrios de este municipio cundinamarqués así con Sibaté. ubicados al suroccidente.

### Transporte intermunicipal e interregional
El transporte intermunicipal concurre en la Terminal de Transporte del Salitre en la cual van destinos al norte en las Provincias de Sabana Centro y territorios a la Costa Caribe y al sur hacia Tolima, Huila, la Orinoquía, la Costa Pacífica y el resto de Suramérica, pasando por esta avenida.

## Hacia el futuro
Actualmente está en construcción los tramos de la Avenida Boyacá entre la Calle 183 hasta la Calle 235 como parte de las cargas del proyecto Lagos de Torca.
La Avenida Boyacá no posee línea de trasnporte masivo (TransMilenio, Metro de Bogotá). Durante la administración del alcalde Gustavo Petro (2011-2015), se realizó los estudios para la construcción de una troncal de TransMilenio desde el sector de Yomasa (Avenida Boyacá por Avenida Caracas) hasta la Avenida Calle 170, abriendo  la licitación de esta en su último día de mandato, Sin embargo, el alcalde entrante Enrique Peñalosa (2016-2019) detuvo la licitación, argumentando que existían vacíos en los estudios.
Desde ese intento de implantar transporte masivo por este corredor, se ha propuesto que este haga parte de una futura línea de metro; el cual se encuentra incluido dentro del plan de ordenamiento territorial, expedido en el año 2021. Durante la alcaldía de Carlos Fernando Galán (2024-2027); se ha propuesto hacer la línea 3 del Metro de Bogotá, como alternativa de cobertura de transporte del occidente de Bogotá.